# 聖鈴伝説リックル
『聖鈴伝説リックル』（せいれいでんせつリックル、英題：Little Samson）は、1992年6月26日にタイトーより発売された日本のファミリーコンピュータ用ゲームソフト。

## 概要
本作はオーソドックスな横スクロールアクションであるが、4人のプレイヤーキャラクターを使い分けながら進むことを特徴としている。
前半の4ステージは各キャラクターの操作方法のチュートリアルを兼ねたオープニングステージとなっており、個別に割り当てられたキャラクターを操作してクリアする。その後のステージ1面目で4人が合流する流れとなり、以後、ポーズ中に自由にキャラクターを切り替えながら攻略を進めていく。また、難易度はEASY、NORMALの2種類あり、EASYでは最終面まで進めることができない。
ボスキャラとの戦闘中に、誤って足場から落ちたりすると鈴を落とすことがある。その時は、鈴を取り返すシーンが追加される。
本作ではメッセージ類は一切存在せず、キャラクターの操演のみでストーリーが表現されている。

## ストーリー
かつて世界を恐怖に陥れた魔王タキードは神々の手によって封印され、神々の力は4つの鈴となって世界中に散らばった。以後、長らく平和が続いた。
自然の国、フォージィ皇国の平和が魔王タ・キードによって脅かされようとした時、皇帝ハンス6世はその側近とともに、タ・キ－ドを高山の地中深くに封印した。
しかしある時、より力を蓄えて復活したタ・キードが再び世界に魔の手を伸ばし、時の皇帝ハンス14世は軍を率いて戦うも強大な力を持つ魔王の配下にすら太刀打ちできずにいた。神々の力の象徴である4つの鈴を手にした勇者の伝説を知った皇帝は世界中に手紙を託した鳩を飛ばし、伝説の勇者たちを召喚して魔王討伐の使命を託すことにした。こうして皇帝の下に集ったのは伝説の勇者たる4人の戦士――白き鈴の勇者リックル、青き鈴の勇者キキラ、赤き鈴の勇者ガンム、緑の鈴の勇者コウである。
ハンス皇帝から鈴の指導者に任命されたリックルは、仲間たちと共にタキード討伐を目指して旅立つ。

## 登場人物

### プレイヤーキャラクター
魔王タ・キード討伐の使命を託された4人の戦士たち。

主人公以外の仲間キャラは死亡時に使用不可になる。アイテムの薬を所持していれば使用することで復活できるが、所持しないまま死亡した場合、以後、コンテニューするかパスワードでやり直すまで使用不可能になる。薬の受け渡しは不可能で、その都度キャラクターチェンジを行って取得しておく必要がある。
リックル(Little Samson)
主人公である人間の少年で、白色の鈴の持ち主。ハンス14世より鈴の指導者に任命されパーティのリーダーを務める。
山で生活して鍛えた体を駆使して壁や天井に張り付いて自在に動き回れる。死亡時に使用不可にならない。
武器は不思議な鈴で、左右に鈴を投げて攻撃する。攻撃力は並程度。
キキラ(Kikira The Dragon)
ヒロインであるドラゴンの少女。青色の鈴の持ち主。
もともとは人間の少女だったが、身勝手でわがままな性格への罰としてドラゴンに変えられた。
短時間だが空を飛ぶことができ、溜め撃ち可能な炎を武器とする。また爪の生えた足により氷の足場でも滑らずに動ける。
合流後、リックルが皇帝直々にリーダーに任命されたことに不満を抱き、自分こそがリーダーに相応しいことを証明するべく前半のチュートリアルステージのボスとして立ちはだかる。
ガンム(Gamm The Golem)
ゴーレム。赤色の鈴の持ち主。
もともとは人間の盗賊で、コウの家に盗みに入った際、その場にあった薬を飲んでゴーレムになってしまい、現在は反省している。
体が大きく動きが遅いが、体力と攻撃力は最大。また腕を手の届く範囲の左右上下に伸ばして攻撃でき、トゲの上を歩くことも可能。
コウ(K.O. The Mouse)
ネズミ。もともとは魔導師で、ガンムが彼の家に盗みに入った際、家にあった薬を飲んでネズミになった。
体力は最低だが動きが素早くジャンプ力も高い。また、リックル同様に壁や天井を這いまわれ、小さい体を活かして狭い場所や沼地を進むこともできる。武器は爆弾で、威力はプレイヤーキャラ中最強だが、その場設置型で投げることはできない。

### 敵キャラクター
サイクロプス
攻撃手段は目からの火球攻撃や破壊すると分裂するホーミング弾。地震を起こし行動を妨害してくる。
見た目のイメージに反し意外にも、格闘などの直接攻撃はしてこない。
ダークナイト
地を這う火炎や空から雷を落として攻撃してくる。画面端に追い込まれた状態だと非常に避けづらい。
攻撃時以外は基本的に無敵だが、頭上付近へ近づくと、剣を振ってガードを解除する弱点がある。
ブレスドラゴン
一部スタッフが共通なこともありロックマン2 Dr.ワイリーの謎のメカドラゴンと非常に良く似た戦闘シーンになっている。
口からの拡散ブレスや翼からの真空波で攻撃してる。
最大の攻撃は特大ダメージの突進。特に弱点である口(頭)部分は画面端にまで届くため、弱点への撃ち込みは細心の注意が要求される。
死神デススカル
虚空から突然現れて、その場付近を小さく旋回しつつホーミングするザコを撃ち出して来る。
死神だけあって本体接触時のダメージは即死級。近距離への出現を警戒して戦う必要がある。
恐怖の魔王タ・キード
封印からとかれた魔王。世界を征服しようと企んでいる。
第一、第二形態とも点滅する光弾を主体とした攻撃を行う。
？？？
最終面のラスボス。上記５ボスとは異なり説明書にイラストや名称等がなく一切の設定が不明。
第一形態は全画面攻撃する弾を飛ばしてくる（爆破前に破壊できないとダメージ）。
第二形態は上半身しか喰らい判定がない。剣撃と飛び道具を用いて戦ってくる。
歩いて接近しながら攻撃してくるが、画面端付近に追い込まれた状態での攻撃択が非常に厄介。
また画面端付近にくると必ず踏みつけジャンプし、くぐるチャンスが発生するので、画面端に挟まれて詰まないようになっている。
剣撃にライフ吸収効果があり、長期戦はジリ貧になりやすいこともあり、大火力による短期決戦が非常に有効。
エンディングでは主人公達と同じ鈴の力を持っていることが分かる。鈴の色は黒い青緑色。

## スタッフ
- 脚本：吉本伸一、David BoØwy
- 演出：吉本伸一、転清
- 技術：知花司、David BoØwy
- 殺陣：転清、北村洋
- 美術：中村幽子、熊谷由佳
- 音楽：流石一秀（横山喜次）、ゆきまり（鞠川雪映）
- 協力：こみやまゆみ
- 美術監督：中村幽子
- 監督：吉本伸一

## 評価
- ゲーム誌『ファミコン通信』の「クロスレビュー」では、6・5・7・5の合計23点（満40点）となっており[4]、レビュアーの意見としては、「シンプルでいやみのない、悪く言えば個性のないアクションゲーム」、「メッセージレスは狙ってのことなんだろうけど、途中意味が分からないところがあって理解に苦しんでしまった」などと評されている[4]。

- ゲーム誌『ファミリーコンピュータMagazine』の読者投票による「ゲーム通信簿」での評価は以下の通りとなっており、21.2点（満30点）となっている[6]。

| 項目 | キャラクタ | 音楽 | お買得度 | 操作性 | 熱中度 | オリジナリティ | 総合 |
| 得点 | 3.8        | 3.5  | 3.4      | 3.8    | 3.4    | 3.4            | 21.2 |